# Винтерберг, Томас
То́мас Ви́нтерберг (дат. Thomas Vinterberg, род. 1969) — датский кинорежиссёр, сценарист и продюсер, соавтор (вместе с Ларсом фон Триером) манифеста «Догма 95». Создатель первого фильма, снятого по правилам «Догмы», — картины «Торжество» (1998). В 2021 году стал обладателем премии «Оскар» в номинации лучший фильм на иностранном языке за фильм «Ещё по одной» (2020).

## Биография
Томас Винтерберг родился 19 мая 1969 года в Копенгагене. В девятнадцать лет поступил в Датскую национальную киношколу, которую с успехом закончил в 1993 году. Его дипломный проект — короткометражный фильм «Последний раунд» получил награду продюсеров и приз жюри на международном студенческом кинофестивале в Мюнхене, а также первый приз на фестивале в Тель-Авиве.

## Фильмография

### Режиссёр
- 1993 — Последний раунд / Sidste omgang (короткометражный)
- 1994 — Мальчик, который ходил задом наперёд / Drengen der gik baglæns (короткометражный)
- 1996 — Самые большие герои / De største helte
- 1998 — Торжество / Festen (Специальный приз международного каннского кинофестиваля) (Prix du Jury)
- 2000 — Третья ложь / Third Lie
- 2003 — Всё о любви / It’s All About Love
- 2005 — Дорогая Венди / Dear Wendy (по сценарию Ларса фон Триера)
- 2007 — Возвращение домой / En mand kommer hjem
- 2010 — Субмарино / Submarino
- 2012 — Охота / Jagten
- 2015 — Вдали от обезумевшей толпы / Far from the Madding Crowd
- 2016 — Коммуна / Kollektivet
- 2018 — Курск / Kursk
- 2020 — Ещё по одной / Druk
- 2024 — Семьи, как наши / Familier som vores (телесериал)

### Сценарист
- 1993 — Последний раунд / Sidste omgang (короткометражный)
- 1994 — Мальчик, который ходил задом наперёд / Drengen der gik baglæns (короткометражный)
- 1996 — Самые большие герои / De største helte
- 1998 — Торжество / Festen (и идея)
- 2003 — Всё о любви / It’s All About Love
- 2007 — Возвращение домой / En mand kommer hjem
- 2010 — Субмарино / Submarino
- 2012 — Охота / Jagten
- 2016 — Коммуна / Kollektivet
- 2020 — Ещё по одной / Druk
- 2024 — Семьи, как наши / Familier som vores (телесериал)

### Продюсер
- 1994 — Мальчик, который ходил задом наперёд / Drengen der gik baglæns (короткометражный)
- 2007 — Белая ночь / Hvid nat (исполнительный продюсер)
- 2012 — Охота / Jagten